# Ligonchio
Ligonchio là một đô thị ở tỉnh Reggio Emilia trong vùng Emilia-Romagna, có vị trí cách khoảng 80 km về phía tây của Bologna và khoảng 50 km về phía tây nam của Reggio Emilia. Tại thời điểm 31 tháng 12 năm 2004, đô thị này có dân số 976 và diện tích 61,7 km².
Đô thị Ligonchio có các frazioni (các đơn vị cấp dưới, chủ yếu là các làng) Caprile, Casalino, Cinquecerri, Montecagno, Ospitaletto, Piolo, and Vaglie.
Ligonchio giáp các đô thị: Busana, Collagna, Sillano, Villa Minozzo.